# قرط
قرط روستای کوچکی از توابع بخش کیش شهرستان بندر لنگه استان هرمزگان واقع در جنوب ایران است. از شمال دهلیز، از جنوب سیم، از مغرب لاز، و از سمت مشرق به الباغ محدود می‌گردد.

## جمعیت
جمعیت آن در حدود ۳۰ نفر می‌باشد. مردم این روستا
از نژاد عرب و اهل سنت از شاخه حنبلی هستند.∗
ساکنان این روستا به زبان عربی تکلم می‌کنند.∗
اهالی روستا از طریق صید، ماهیگیری و کشاورزی امرار معاش می‌کنند.∗